# Arrhaphipterus olivetorum
Arrhaphipterus olivetorum is een keversoort uit de familie Rhipiceridae. De wetenschappelijke naam van de soort is voor het eerst geldig gepubliceerd in 1859 door Kraatz.